# Großer Preis von Belgien 1947
Der X. Große Preis von Belgien – und gleichzeitig VIII. Große Preis von Europa – war ein Autorennen, das am 29. Juni 1947 auf dem Circuit de Spa-Francorchamps stattfand. Als Grande Épreuve wurde das Rennen nach den Bestimmungen der Internationalen Grand-Prix-Formel – später Formel 1 – (Rennwagen bis 1,5 Liter Hubraum mit Kompressor oder bis 4,5 Liter Hubraum ohne Kompressor; Renndistanz mindestens 300 km bzw. mindestens drei Stunden Renndauer) über 35 Runden à 14,066 km ausgetragen, was einer Gesamtdistanz von 507,5 km entsprach.
Sieger wurde Jean-Pierre Wimille auf Alfa Romeo Tipo 158 „Alfetta“.

## Das Rennen
Nach dem Dreifacherfolg im Großen Preis der Schweiz war die Werksmannschaft von Alfa Romeo mit ihren vier überragenden Alfa Romeo Tipo 158 und dem hervorragend besetzten Fahrerquartett aus Jean-Pierre Wimille, Achille Varzi, Carlo Felice Trossi und Consalvo Sanesi natürlich auch auf dem schnellen Kurs von Spa-Francorchamps – einem der großen Grand-Prix-Klassiker – wieder klar favorisiert. Obendrein waren zu dem Rennen, das zum dritten Mal in seiner Geschichte gleichzeitig auch unter dem Ehrentitel als Großer Preis von Europa ausgetragen wurde, vom veranstaltenden belgischen Automobilclub Royal Automobile Club de Belgique (RACB) insgesamt nur sechs Maserati 4CL zur Teilnahme eingeladen worden, von denen jedoch nur drei Exemplare mit Raymond Sommer und den beiden Schweizern Christian Kautz und Emmanuel de Graffenried am Steuer zum Rennen erschienen. Zusammen mit dem einzigen zu dieser Zeit existierenden echten Grand-Prix-Monoposto von Lago-Talbot, dem sogenannten Monoplace Centrale der Ecurie France mit Altmeister Louis Chiron am Steuer waren dies die einzigen Konkurrenten im Feld, die wenigstens noch Außenseiterchancen besaßen. Immerhin waren angesichts der Zeitumstände in den Nachkriegsjahren im Gegensatz zur sonst üblichen Praxis des RACB zu dem Rennen auch Privatfahrer zur Teilnahme eingeladen worden, um überhaupt ein angemessenes Teilnehmerfeld zusammenzubekommen.
Die Dominanz der „Alfettas“ war so deutlich, dass Rennleiter Giovanbattista Guidotti wie üblich bereits vor dem Rennen die Entscheidung gefällt hatte, welchem seiner Piloten der Sieg zustehen sollte. Damit wollte er angesichts der starken Rivalitäten seiner Piloten allzu heftigen Duellen auf der Strecke vorbeugen, um so den Rennsieg nicht zu gefährden. Nachdem Wimille in Bern der Vortritt gelassen worden war, war hier in Belgien nun Achille Varzi vorbestimmt, den insgesamt dritten Erfolg seiner Karriere in einem Grande Épreuve einzufahren.
Eine Besonderheit des Belgischen Grand Prix war, dass die Startaufstellung nicht wie ansonsten mittlerweile allgemein üblich anhand der jeweils im Training erzielten Rundenzeiten ermittelt wurde, sondern – wie auch die Teilnehmerliste selbst – vom Veranstalter nach eigenem Gutdünken festgelegt wurde. Auf den Rennverlauf hatte dies jedoch keine allzu großen Auswirkungen, den mit Wimille und Varzi starteten die beiden schnellsten Alfa-Romeo-Piloten ohnehin nebeneinander aus der ersten Startreihe.
Unmittelbar nach Freigabe des Rennens war es dann jedoch zur allgemeinen Überraschung einmal mehr Raymond Sommer, der sich mit seinem unterlegenen Maserati hinter dem führenden Alfa Romeo von Varzi auf Rang zwei einreihen und seine Position im Pulk der Alfetta rundenlang behaupten konnte. Trossi wurde in dieser Phase von einem Stein im Gesicht getroffen und musste zwecks ärztlicher Behandlung die Boxen ansteuern, wo er seinen Alfa Romeo deswegen für einige Runden an den höchstpersönlich auch als Reservefahrer gemeldeten Guidotti übergab. In der Zwischenzeit konnten sich in der vierten und der fünften Runde Wimille und Sanesi schließlich doch an Sommer vorbeikämpfen, der jedoch umgehend konterte und dabei zumindest den dritten Platz von Sanesi wieder zurückeroberte. In der 14. Runde musste er sein Rennen jedoch mit einem Bruch im Chassis dann endgültig beenden, so dass die Alfa-Romeo-Fahrer nun einmal mehr den Rennsieg wieder völlig unter sich ausmachen konnten. Spätestens damit hätte nun die vorgegebene Stallorder eigentlich greifen sollen. Wimille begann jedoch trotzdem, den als Sieger vorgesehenen Varzi zu attackieren, und übernahm schließlich im Verlauf der 16. Runde auch die Führung. Wenig später verlor Varzi durch einen Reparaturstopp wegen einer gebrochenen Ölleitung zudem eine ganze Runde, so dass er keine Möglichkeit hatte, dem ihm eigentlich zustehenden Erfolg noch zu erringen. Stattdessen musste er sich geschlagen geben und hinter Wimille mit dem zweiten Platz vor dem ins Cockpit zurückgekehrten Trossi begnügen. Seine Verärgerung über den untreuen Mannschaftskollegen hielt er bis zu seinem Tod im Training zum Großen Preis der Schweiz 1948 aufrecht.
Für Alfa Romeo wäre in Belgien sogar ein Vierfachsieg möglich gewesen, wenn nicht noch in der vorletzten Runde wurde der bis dahin drittplatzierte Sanesi durch einen technischen Defekt gestoppt worden wäre. So ging der vierte Platz bei insgesamt nur sieben gewerteten Teilnehmern an die britische Fahrerpaarung Bob Gerard und Cuth Harrison, die sich am Steuer ihres altehrwürdigen ERA während des Rennens abgewechselt hatten.

## Meldelistea
| Team                  | Nr. | Fahrer                  | Info  | Chassis                              | Motor                           | Reifen |
| --------------------- | --- | ----------------------- | ----- | ------------------------------------ | ------------------------------- | ------ |
| Alfa Corse            | 02  | Carlo Felice Trossi b   |       | Alfa Romeo 158                       | Alfa Romeo 1.5L I8 Kompressor   |        |
| Alfa Corse            | 04  | Achille Varzi           |       | Alfa Romeo 158                       | Alfa Romeo 1.5L I8 Kompressor   |        |
| Alfa Corse            | 06  | Consalvo Sanesi         |       | Alfa Romeo 158                       | Alfa Romeo 1.5L I8 Kompressor   |        |
| Alfa Corse            | 08  | Jean-Pierre Wimille     |       | Alfa Romeo 158                       | Alfa Romeo 1.5L I8 Kompressor   |        |
| Alfa Corse            |     | Giovanbattista Guidotti | RES   |                                      |                                 |        |
| R. Sommer             | 10  | Raymond Sommer          |       | Maserati 4CL                         | Maserati 4CL 1.5L I4 Kompressor |        |
| Scuderia Ambrosiana   | 12  | Luigi Villoresi         | DNA   | Maserati 4CL(T) c                    | Maserati 4CL 1.5L I4 Kompressor |        |
| I. Connell & K. Evans | 14  | Ian Connell             | DNA   | Maserati 6CM                         | Maserati 4CL 1.5L I4 Kompressor |        |
| Scuderia E. Platé     | 16  | Emmanuel de Graffenried |       | Maserati 4CL(T)                      | Maserati 4CL 1.5L I4 Kompressor |        |
| Scuderia E. Platé     | 18  | Christian Kautz         |       | Maserati 4CL(T)                      | Maserati 4CL 1.5L I4 Kompressor |        |
| Écurie France         | 20  | Louis Chiron            |       | Talbot-Lago T26 „Monoplace Centrale“ | Talbot-Lago T26 4.5L I6         |        |
| Écurie France         | 32  | Yves Giraud-Cabantous   |       | Talbot-Lago T26SS „Coursifée“ d      | Talbot-Lago T26 4.5L I6         |        |
| Écurie France         | 34  | Eugène Chaboud e        |       | Delahaye 135S „Coursifée“            | Delahaye 3.6L I6                |        |
| Écurie France         | 36  | Émile Cornet e          |       | Delahaye 135S „Coursifée“            | Delahaye 3.6L I6                |        |
| Écurie France         | 38  | Fahrer nicht benannt    | DNA   | Delahaye 135S „Coursifée“            | Delahaye 3.6L I6                |        |
| Écurie Rosier         | 22  | Louis Rosier            |       | Talbot-Lago T150SS „Coursifée“       | Talbot 4.0L I6                  |        |
| Écurie Gersac         | 24  | Maurice Trintignant     |       | Delage Type D 6-3 Litres             | Delage 3.0L I6                  |        |
| Écurie Gersac         | 26  | „Pierre Levegh“         |       | Delage Type D 6-3 Litres             | Delage 3.0L I6                  |        |
| Écurie Gersac         | 28  | Henri Louveau           |       | Delage Type D 6-3 Litres             | Delage 3.0L I6                  |        |
| Société SIMEN         | 30  | Benoît Falchetto        |       | SIMEN-Bugatti Type 35/50B „Spéciale“ | Bugatti 4.5L I8                 |        |
| L. Johnson            | 40  | Leslie Johnson          |       | Talbot-Lago T150C „Coursifée“        | Talbot 4.0L I6                  |        |
| P. Whitehead          | 42  | Peter Whitehead         |       | ERA B-Type                           | ERA 1.5L I6 Kompressor          |        |
| B. Gerard             | 44  | Bob Gerard g            |       | ERA C-Type                           | ERA 1.5L I6 Kompressor          |        |
| B. Gerard             | 44  | Cuth Harrison           | RES   |                                      |                                 |        |
| White Mouse Stable h  | 46  | „B. Bira“               | DNS i | ERA B-Type                           | ERA 1.5L I6 Kompressor          |        |

## Klassifikation

### Startaufstellunga
| Varzi 5:18,6 min           |                              | Wimille 5:17,8 min      |                     | Chiron 5:50,5 min     |
|                            |                              |                         |                     |                       |
|                            | Trossi 5:30,2 min            |                         | Sommer 5:38,2 min   |                       |
|                            |                              |                         |                     |                       |
| Sanesi 5:27,0 min          |                              | Kautz 5:44,1 min        |                     | Whitehead (unbekannt) |
|                            |                              |                         |                     |                       |
|                            | Giraud-Cabantous (unbekannt) |                         | Johnson (unbekannt) |                       |
|                            |                              |                         |                     |                       |
| de Graffenried (unbekannt) |                              | Chaboud (unbekannt)     |                     | Cornet (unbekannt)    |
|                            |                              |                         |                     |                       |
|                            | „Pierre Levegh“ (unbekannt)  |                         | Gerard (unbekannt)  |                       |
|                            |                              |                         |                     |                       |
| Louveau (unbekannt)        |                              | Trintignant (unbekannt) |                     | Rosier (unbekannt)    |

### Rennergebnis
| Pos. | Nr. | Fahrer                                     | Konstrukteur | Runden | Zeit         | Ausfallgrund                              |
| ---- | --- | ------------------------------------------ | ------------ | ------ | ------------ | ----------------------------------------- |
| 1    | 8   | Jean-Pierre Wimille                        | Alfa Romeo   | 35     | 3:18:28,64 h |                                           |
| 2    | 4   | Achille Varzi                              | Alfa Romeo   | 34     | + 1 Runde    |                                           |
| DNF  | 6   | Consalvo Sanesi                            | Alfa Romeo   | 34     |              | Motordefekt                               |
| 3    | 2   | Carlo Felice Trossi/ Gianbattista Guidotti | Alfa Romeo   | 33     | + 2 Runden   |                                           |
| 4    | 44  | Bob Gerard/ Cuth Harrison                  | ERA          | 32     | + 3 Runden   |                                           |
| 5    | 24  | Maurice Trintignant                        | Delage       | 31     | + 4 Runden   |                                           |
| 6    | 22  | Louis Rosier                               | Talbot       | 30     | + 5 Runden   |                                           |
| 7    | 40  | Leslie Johnson                             | Talbot       | 29     | + 6 Runden   |                                           |
| DNF  | 28  | Henri Louveau                              | Delage       | 18     |              |                                           |
| DNF  | 32  | Yves Giraud-Cabantous                      | Talbot       | 17     |              | Verlust eines Rades                       |
| DNF  | 36  | Émile Cornet                               | Delahaye     | 15     |              | Motordefekt                               |
| DNF  | 10  | Raymond Sommer                             | Maserati     | 15     |              | Chassisdefekt                             |
| DNF  | 18  | Christian Kautz                            | Maserati     | 13     |              | Motordefekt                               |
| DNF  | 20  | Louis Chiron                               | Talbot       | 8      |              | Pleuel                                    |
| DNF  | 42  | Peter Whitehead                            | ERA          | 6      |              | Zündung                                   |
| DNF  | 16  | Emmanuel de Graffenried                    | Maserati     | 6      |              | Kolben                                    |
| DNF  | 30  | Benoît Falchetto                           | Bugatti      | 3      |              | Getriebe                                  |
| DNF  | 26  | „Pierre Levegh“                            | Delage       | ?      |              |                                           |
| DNF  | 34  | Eugène Chaboud                             | Delahaye     | ?      |              |                                           |
| DNS  | 46  | „B. Bira“                                  | ERA          | 0      |              | nicht gestartet (Motordefekt im Training) |

Schnellste Rennrunde:  Jean-Pierre Wimille (Alfa Romeo), 5:17,8 min = 164,2 km/h